# Théhillac
Théhillac (en bretó Tehelieg) és un municipi francès, situat a la regió de Bretanya, al departament d'Ar Mor-Bihan. L'any 2006 tenia 523 habitants. Limita amb els municipis de Fégréac, Sévérac i Missillac a Loira Atlàntic, Saint-Dolay i Rieux a Morbihan.

## Demografia
| 1962                                       | 1968 | 1975 | 1982 | 1990 | 1999 |
| ------------------------------------------ | ---- | ---- | ---- | ---- | ---- |
| 450                                        | 476  | 484  | 533  | 510  | 512  |
| Des de 1962: població sense dobles comptes |      |      |      |      |      |

## Administració
| Període   | Identitat      | Partit |
| --------- | -------------- | ------ |
| 1977-2001 | Michel Paboeuf |        |
| 2001-     | Michel Denoual |        |